# Simon Spies Fonden
Simon Spies Fonden er en dansk fond, der blev stiftet i 1983 af rejsebureauejeren Simon Spies. Fonden støtter almennyttige formål og giver både til erhvervslivet og enkeltpersoner, der har gjort sig bemærket inden for videnskab, erhverv, underholdning, kunst og idræt. Der er bl.a. givet penge til aids-forskningen på Rigshospitalet, Mødrehjælpen, Skoleskibet Georg Stage, København Zoo og NaturBornholm.
En af de første donationer fra fonden var til en MR-scanner til Hvidovre Hospital, hvor Spies var blevet behandlet for sin leversygdom, som han endte med at dø af.
Egenkapitalen udgør omkring 100 mio. kr., og renterne på 1,5-2 mio. kr. uddeles på årlig basis.

## Livsglædens Pris
Fonden uddeler også Livsglædens Pris, der bl.a. er givet til følgende:
- 1991: Birthe Kjær (100.000 kr.)[3][4]
- 1997: Shu-bi-dua[5][6][7] og Dario Campeotto[8]
- 1998: Peter Mygind[9]
- 1999: Flygtninge fra Kosovo (1 mio. kr. givet via Røde Kors)[10]
- 2000: Spejderbevægelsen (1 mio. kr)[10][11]
- 2008: Anders Matthesen (200.000 kr.)[12]

Ukendt år
- Bamse og Kylling
- Danmarks håndboldlandshold (damer)
- Linie 3[10]
- Nik & Jay
- Tivoligarden